# Вилхелм фон Мандершайд
Вилхелм фон Мандершайд-Кайл (на немски: Wilhelm von Manderscheid-Kayl; * 1447; † сл. 13 декември 1508) е граф на Мандершайд и господар на Кайл и Даун (1488 – 1508) в Рейнланд-Пфалц, основава линията „Мандершайд-Кайл“.
Той е най-малкият син на граф Дитрих III фон Мандершайд-Бланкенхайм († 20 февруари 1488) и съпругата му Елизабет фон Шлайден-Бланкенхайм († сл. 1469), наследничка на Шлайден (1445 и 1451), дъщеря на Йохан II фон Шлайден († 1443/1445) и Йохана (Анна) фон Бланкенхайм († сл. 1421).
През 1488 г. баща му Дитрих III разделя собствеността си между синовете си. Вилхелм фон Мандершайд е брат на граф Куно (Конрад) I фон Мандершайд (* 1444; † 24 юли 1489), основава линията „Мандершайд-Шлайден“, и Йохан I (1446 – 1524), основава линията „Мандершайд-Бланкенхайм-Геролщайн.
Вилхелм основава линията „Мандершайд-Кайл“. Резиденцията му е водният дворец в Оберкайл.

## Фамилия
Вилхелм фон Мандершайд се жени на 12 март/21 октомври 1470 г. за графиня Аделхайд фон Мьорс и Сарверден (* пр. 1469; † сл. 1516), дъщеря на граф Якоб I фон Мьорс-Саарверден († 1483) и първата му съпруга Анастасия фон Лайнинген († 1452). Те имат децата:
- Якоб фон Мандершайд-Кайл (* 1481/1482; † 26 април 1562), граф на Мандершайд, господар на Кайл-Даун и Фалкенщайн (1509 – 1562), женен I. 1512 г. за графиня Мария фон Марк-Аремберг († 1521), II. 1527 г. за графиня Анна фон Салм († 1557)
- Анна фон Мандершайд-Кайл (* 5 февруари 1530; † 23 февруари 1559)
- Вилхелм фон Мандершайд-Кайл († 2 юни 1546), абат на Щабло-Малмеди (1499 – 1546) и на абатство Прюм (1513 – 1546)
- Аделхайд фон Мандершайд-Кайл
- Елизабет фон Мандершайд-Кайл